# فاق (نجاری)

یک فاق کامل (چپ) و یک فاق کور.

فاق شیار خندق‌مانندی است که در سطح یک قطعه چوب یا دیگر مواد قابل ماشین‌کاری ایجاد می‌شود. در نمای مقطع، فاق سه ضلع دارد. فاق در جهت عرضی یا عمود بر الیاف چوب بریده می‌شود، و از همین رو با شکاف که در راستای الیاف ایجاد می‌شود، تفاوت دارد. از فاق‌ها اغلب برای اتصال قفسه‌ها به بدنهٔ کابینت استفاده می‌شود. برای مشاهدهٔ اتصالی مشابه، رجوع شود به فاق پله‌ای.

## گونه‌ها
- فاق کامل: شیاری است که از یک لبهٔ قطعه شروع شده و تا لبهٔ مقابل ادامه می‌یابد؛ یعنی هر دو انتهای آن باز است.

- فاق کور: پیش از رسیدن به یکی از لبه‌ها یا هر دو لبه پایان می‌یابد.

- فاق نیمه: زمانی ایجاد می‌شود که فاقی باریک در یک قطعه بریده شود و با فاق پله‌ای در قطعهٔ دیگر جفت شود. این اتصال به‌دلیل توانایی پنهان‌سازی فاصله‌های ناخوشایند ناشی از ناهماهنگی در ضخامت مواد، کاربرد دارد.[۱]